# Christopher Bowman
Christopher Nicol Bowman (* 30. März 1967 in Hollywood, Kalifornien; † 10. Januar 2008 in North Hills, Kalifornien) war ein US-amerikanischer Eiskunstläufer, der im Einzellauf startete.
Bowman begann im Alter von fünf Jahren mit dem Eiskunstlaufen, war nebenbei aber auch Kinderschauspieler. Er trat in über 200 Werbesendungen wie etwa für McDonald’s, Burger King und Pepsi sowie in Fernsehproduktionen, wie 1978 in „The Wedding“, „The Sound of Children“ und 1979 in zwei Episoden von „Unsere kleine Farm“, auf.
Bowman wurde 1983 als amtierender US-amerikanischer Juniorenmeister in Sarajevo Juniorenweltmeister. Erstmals auf dem nationalen Podium bei den Senioren stand er 1987 und qualifizierte sich damit für seine erste Weltmeisterschaft, die er auf dem siebten Platz beendete. Auch bei seinen ersten Olympischen Spielen wurde er 1988 in Calgary Siebter. Bei der Weltmeisterschaft 1988 belegte er den fünften Platz. 1989 wurde Bowman erstmals US-amerikanischer Meister bei den Senioren und gewann in Paris mit Silber hinter Kurt Browning seine erste Weltmeisterschaftsmedaille. Bei der Weltmeisterschaft im Jahr darauf errang er mit Bronze hinter Browning und Wiktor Petrenko seine zweite und letzte WM-Medaille. Seine fünfte Weltmeisterschaft beendete er 1991 als Fünfter. 1992 wurde Bowman erneut US-Meister. Bei seinen zweiten Olympischen Spielen verfehlte er in Albertville als Vierter eine Medaille. Diese Platzierung wiederholte sich auch bei seiner letzten Weltmeisterschaft.
Während seiner Eiskunstlaufkarriere wurde er von Frank Carroll und nach 1990 für eine kurze Zeit von Toller Cranston trainiert, der ihn als den undiszipliniertesten Eiskunstläufer aller Zeiten bezeichnete.
Er war bekannt als „Bowman the Showman“, weil er es schaffte, in kürzester Zeit das Publikum zu beherrschen und zu elektrisieren. Brian Boitano zählte ihn zu den drei talentiertesten Eiskunstläufern der Geschichte.
Im Buch „The Inside Edge“ von Christine Brennan gab Bowman den täglichen Konsum von Kokain im Wert von 950 $ während seiner Amateurkarriere zu und wurde wegen dieser Sucht vor den Olympischen Winterspielen 1988 im Betty Ford Center behandelt.
1992 wurde er Profi und arbeitete bei Ice Capades. Zu dieser Zeit trainierte er bei John Nicks. Das geplante Comeback zu den Olympischen Winterspielen 1994 schlug fehl. Bowman begann anschließend als Trainer zu arbeiten.
Bowman kam des Öfteren mit dem Gesetz in Konflikt. 1993 wurde er von Drogendealern zusammengeschlagen. Am 27. Oktober 2004 wurde er in seiner Heimatstadt Lake Orion, Michigan, wo er als Eiskunstlauftrainer arbeitete, festgenommen, weil er eine Frau mit einer Waffe bedroht hatte.
Am 10. Januar 2008 wurde Christopher Bowman tot in einem Motel aufgefunden. Die Autopsie ergab als Todesursache eine Überdosis der bei ihm im Blut gefundenen Drogen Kokain und Valium sowie eine Herzerweiterung. Es soll sich laut Untersuchungsbericht nicht um Selbstmord gehandelt haben.
Bowman war von der Eiskunstlauftrainerin Annette Bowman geschieden. Mit ihr hatte er eine Tochter namens Bianca.

## Ergebnisse
| Wettbewerb / Jahr                | 1983 | 1984 | 1985 | 1986 | 1987 | 1988 | 1989 | 1990 | 1991 | 1992 |
| -------------------------------- | ---- | ---- | ---- | ---- | ---- | ---- | ---- | ---- | ---- | ---- |
| Olympische Winterspiele          |      |      |      |      |      | 7.   |      |      |      | 4.   |
| Weltmeisterschaften              |      |      |      |      | 7.   | 5.   | 2.   | 3.   | 5.   | 4.   |
| Juniorenweltmeisterschaften      | 1.   |      |      |      |      |      |      |      |      |      |
| US-amerikanische Meisterschaften | 1. J | 9.   | 4.   | Z    | 2.   | 3.   | 1.   | Z    | 2.   | 1.   |

- J = Junioren; Z = Zurückgezogen